# Chlamys opercularis
Chlamys opercularis är en musselart som först beskrevs av den svenske systematikens fader Carl von Linné, 1758.  Chlamys opercularis ingår i släktet Chlamys och familjen kammusslor. Inga underarter finns listade i Catalogue of Life.

## Utbredning
C. opercularis är allmänt utbredd längs östkusten av Nordatlanten. Utbredningen sträcker sig från Nordnorge och Färöarna i norr, till Pyreneiska halvön i söder, och från västra Irland i väster till Medelhavet och Adriatiska havet i öster.

## Habitat
Arten återfinns vanligen på hårda bottnar med grus eller lera och på mer än 100 meters djup, där temperaturen är förhållandevis låg. Den växer till bäst under den kallare delen av året, under senhösten och tidig vinter.

## Predation
C. opercularis är byte framför allt för marina bottendjur, som vanlig sjöstjärna (Asteria rubens) och eremitkräftor av släktet Pagurus, men är bytesdjur också för krabbtaskan (Cancer pagurus) och randig sjökock (Callionymus lyra). Emellertid är det människan själv som är den främsta jägaren. Arten ses som en delikatess på matbordet och fiskas därför i stora mängder.

## Livslängd
C. opercularis har en livslängd av 8-10 år.

## Bildgalleri

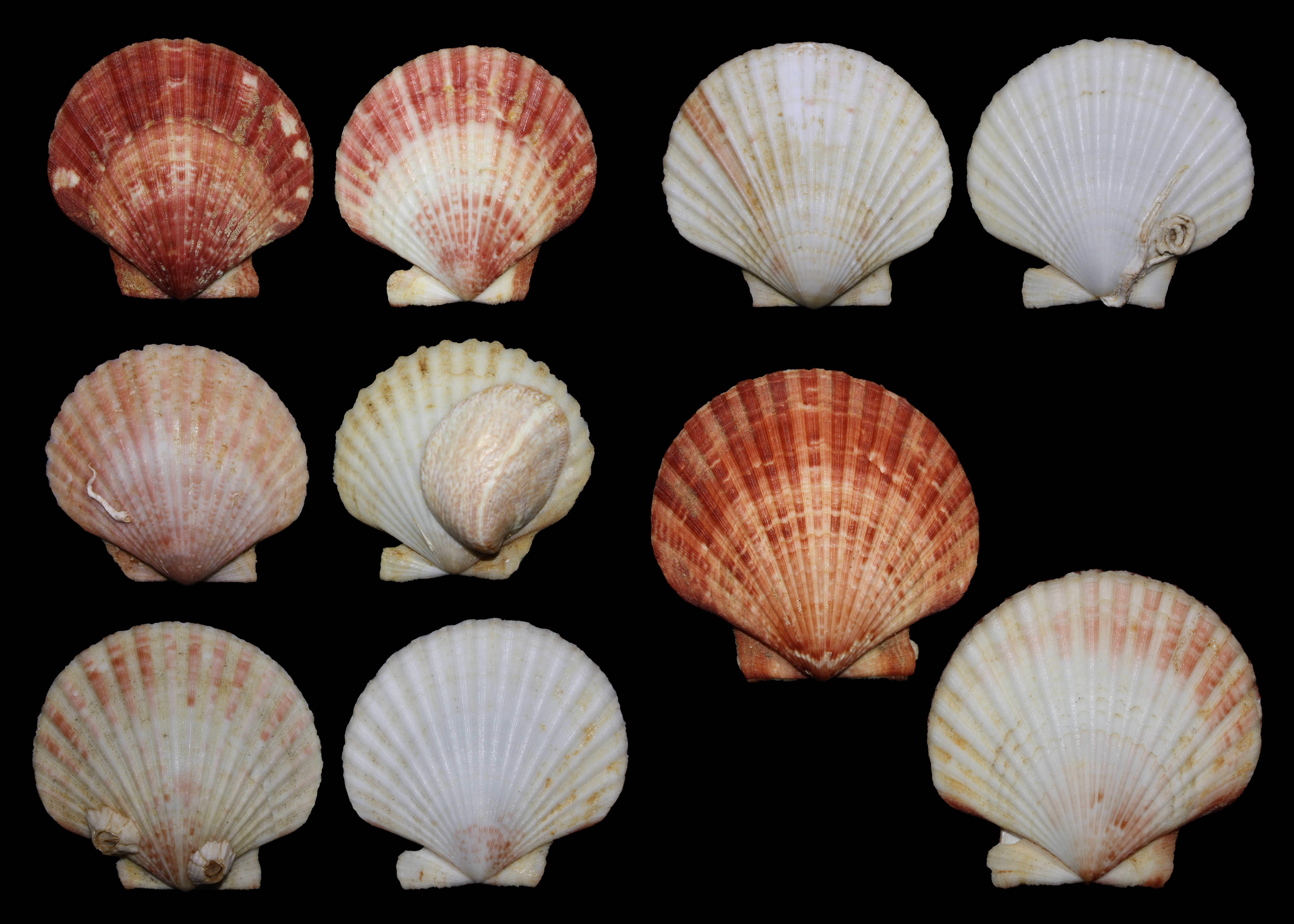
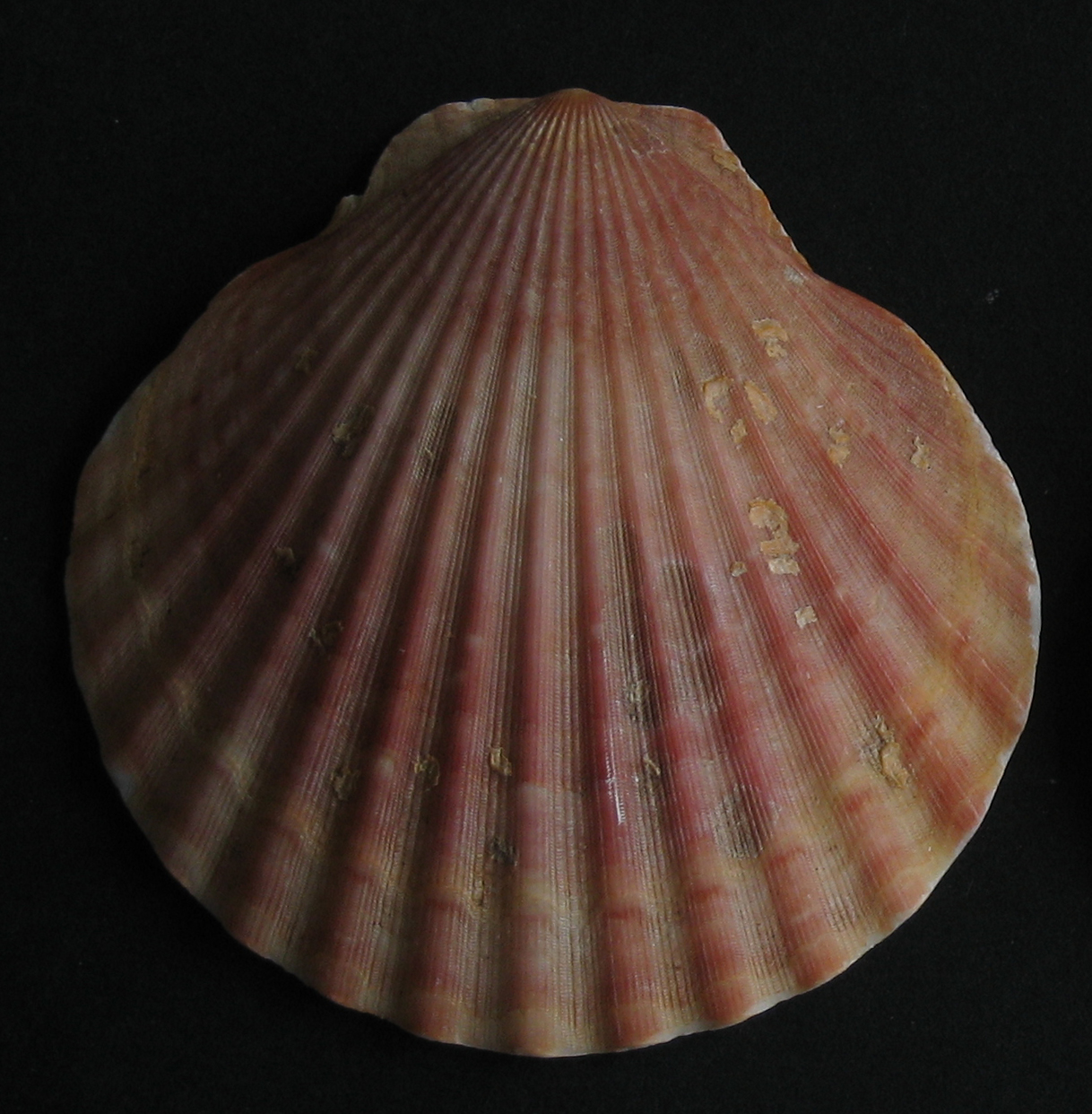
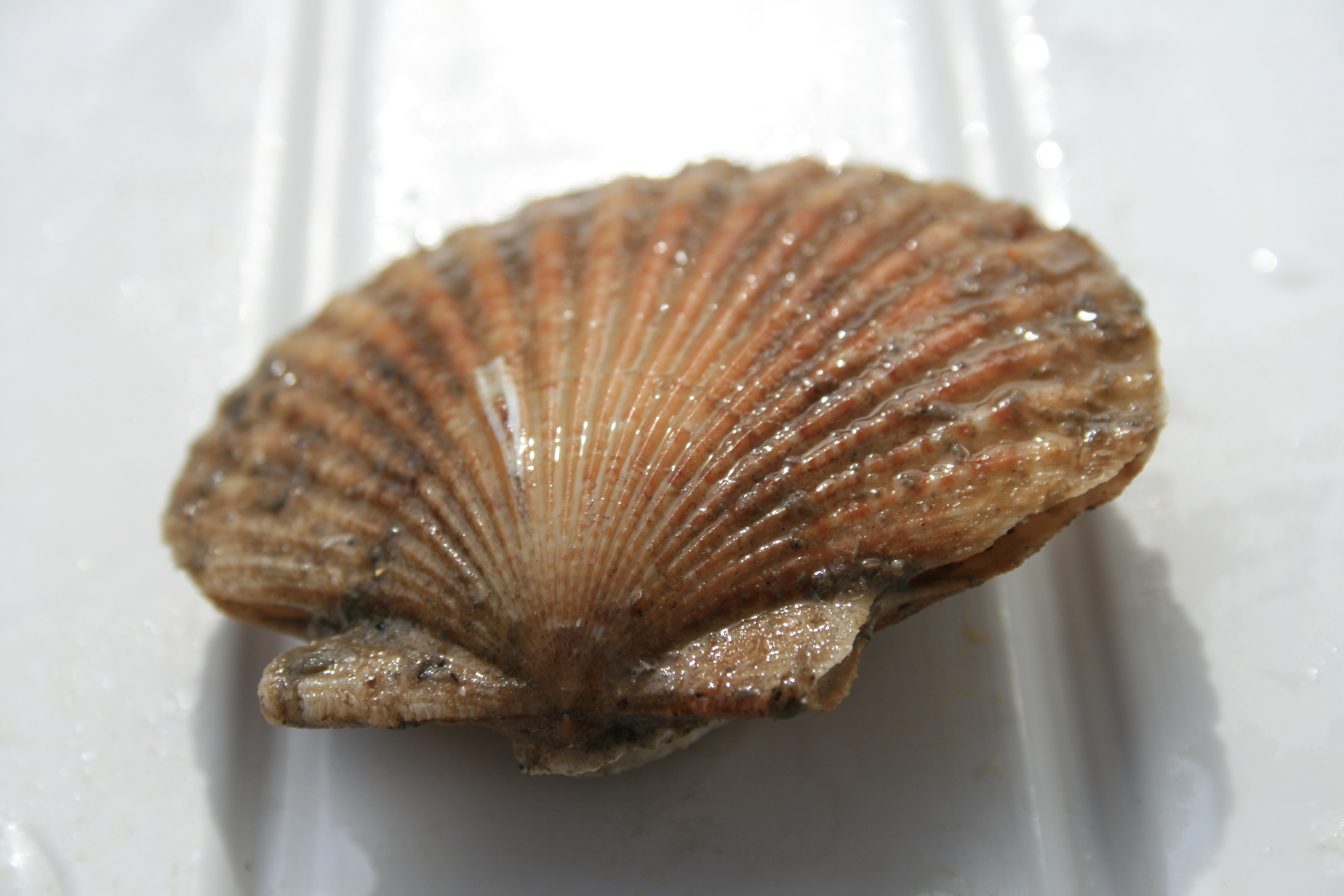